# 토이 스토리2 (2D 비디오 게임)
토이 스토리 2 비디오 게임(Toy Story 2: video game)은 1999년 11월 11일에 출시된 PS1 비디오 게임이다.

## 등장 캐릭터
- 버즈 라이트이어: 주인공 플레이